# Peter Pöppelmann
Peter Pöppelmann (* 24. April 1866 in Harsewinkel, Westfalen; † 6. November 1947 in Dresden) war ein deutscher Bildhauer, Grafiker und Medailleur.

## Leben

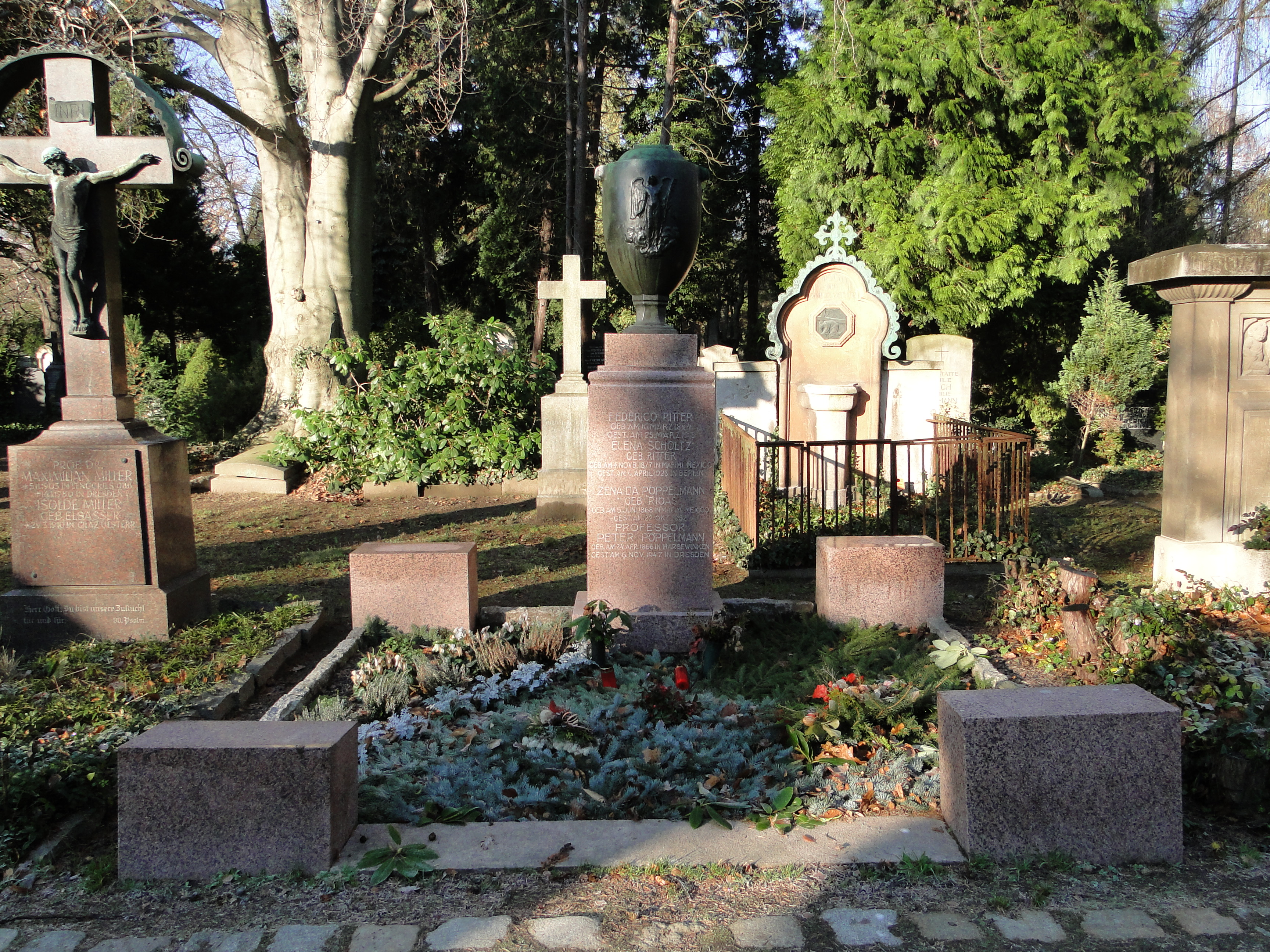
Peter Pöppelmanns Grab auf dem Johannisfriedhof in Dresden

Peter Pöppelmann wurde als Sohn des Tischlers Ferdinand Pöppelmann und Gertrud Pöppelmann in Harsewinkel geboren. Im Jahr 1881 zog die Familie nach Oelde und Pöppelmann begann eine Ausbildung zum Tischler sowie zum Steinmetz und Holzbildhauer. Im Jahr 1886 arbeitete er als Geselle in verschiedenen Tischlereien in Münster, ehe er dort bei dem Bildhauer Heinrich Fleige eine künstlerische Ausbildung aufnahm.
Pöppelmann wurde 1890 Mitarbeiter des Bildhauers Bernhard Kurt Roch in Dresden. Dort konnte er sein künstlerisches Talent entfalten. Im Jahr 1897 erhielt er die Goldmedaille der Dresdner Akademieausstellung. Er wurde 1900 Mitglied der Kunstakademie Dresden, 1906 außerordentliches Mitglied der Berliner Secession und 1907 Ehrenmitglied der Dresdner Akademie der Künste. 1909 war er Gründungsmitglied der Künstlervereinigung Dresden. Peter Pöppelmann war auch Mitglied im Deutschen Künstlerbund. Pöppelmann war u. a. 1938, 1939 und 1942 auf der Großen Deutschen Kunstausstellung in München vertreten.
Werke von Peter Pöppelmann sind in der Staatlichen Kunstsammlung in Dresden, außerdem in Museen in Karlsruhe, Leipzig, Oldenburg, Glauchau und Freital zu finden. Am 6. November 1947 starb er im Alter von 81 Jahren in Dresden. Sein Grab befindet sich auf dem dortigen Johannisfriedhof. Seine Geburtsstadt Harsewinkel besitzt seit 2001 einen Guss der Bronzeskulptur Die Badende und seit 2015 ein Exemplar der Plakette Kein Reichtum gleicht dir, o Gesundheit, die 1911 aus Anlass der Internationalen Hygiene-Ausstellung erschienen ist.

## Werk

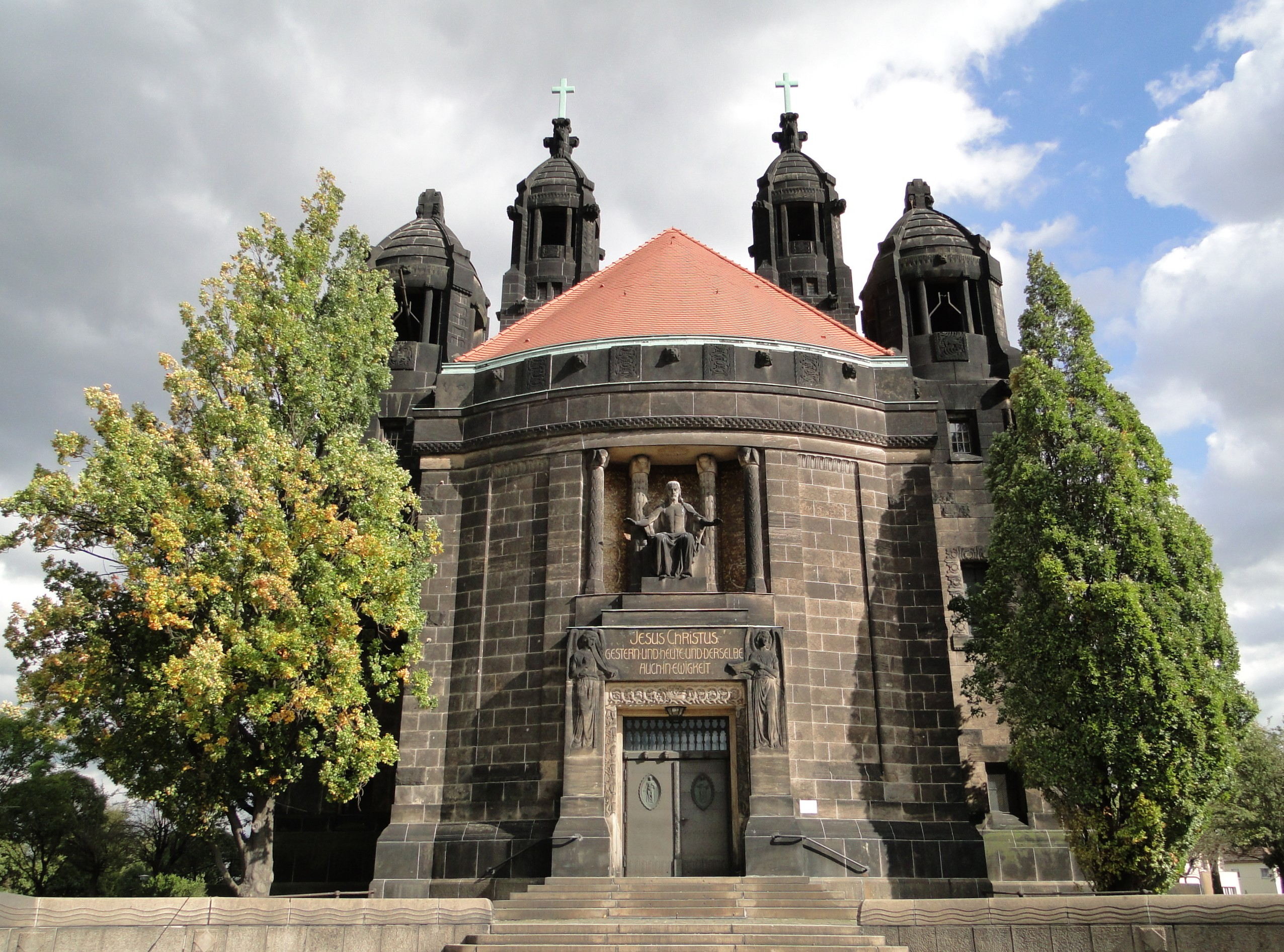
Portal der Christuskirche in Dresden

- Brunnenfigur Aphrodite, Schloss Eckberg, Dresden
- 1896: Bronzerelief für das Grabmal von Gustav Ziller auf dem Friedhof Radebeul-Ost
- 1897: Skulptur Die Badende, seit 2001 in Harsewinkel
- 1900: Gestaltung der Orgelempore der Kreuzkirche in Dresden
- 1905: Figurenschmuck für die Jakobikirche in Freiberg, Sachsen
- 1906: Porträtrelief August Toepler, inzwischen aufgestellt im Recknagel-Bau (Physikgebäude) der Technischen Universität Dresden
- 1910: Christusfigur sowie Engelsfiguren am Portal der Christuskirche in Dresden[6][7]
- 1908–1910: Skulpturen Liebe, Hoffnung, Klugheit und Wachsamkeit für die Aussichtsplattform Rathausturm Dresden[8]
- um 1914: Vier Skulpturen bedeutender Architekten im Treppenhaus der Königlich-Sächsischen Baugewerkenschule zu Leipzig, heute Geutebrück-Bau der Hochschule für Technik, Wirtschaft und Kultur
- um 1915: Urne des Grabes von Gotthard Kuehl, Urnenhain Tolkewitz
- um 1916: Skulptur des Grabes von Max Immelmann, Urnenhain Tolkewitz
- um 1931?: Porträtbüste von Ludolf von Krehl (1861–1937), Professor für Innere Medizin, Direktor der Medizinischen Klinik Heidelberg 1907–1931, Bronze, 49 cm hoch
- um 1939: Stehende weibliche Figur (Statue, Gips; ausgestellt 1939 auf der Großen Deutschen Kunstausstellung)[9]
- um 1942: Ludwig van Beethoven (Büste, Marmor; ausgestellt 1942 auf der Großen Deutschen Kunstausstellung; für 2300 RM von Goebbels erworben)[10]